# Циммервальдська обсерваторія
Циммервальдська обсерваторія (нім. Observatorium Zimmerwald) — це астрономічна обсерваторія, якою володіє та використовує AIUB (Астрономічний інститут Бернського університету). Збудована 1956 року, розташована у Циммервальді, в 10 км на південь від Берна, Швейцарія.
В обсерваторії швейцарський астроном Пауль Вільд (1925–2014) відкрив численні комети та астероїди, найбільш відома з них — комета 81P/Вільд, яку відвідав космічний апарат НАСА «Стардаст» 2004 року.
Астероїд поясу астероїдів 1775 Циммервальд був названий за місцем розташування обсерваторії.
У 1997 році в обсерваторії було відкрито телескоп ZIMLAT з 1 м діаметром діафрагми.